# Гейтсвилл (Техас)
Ге́йтсвилл (англ. Gatesville) — город в США, расположенный в центральной части штата Техас, административный центр округа Корьелл. По данным переписи за 2010 год число жителей составляло 15 751 человек, по оценке Бюро переписи США в 2015 году в городе проживало 15 724 человека. В городе располагается пять из восьми женских тюрем Департамента уголовного судопроизводства Техаса, включая Mountain View Unit, в которой своей очереди ожидают приговорённые к смертной казни.
Город является частью статистического ареала Киллин—Темпл—Форт-Худ.

## История

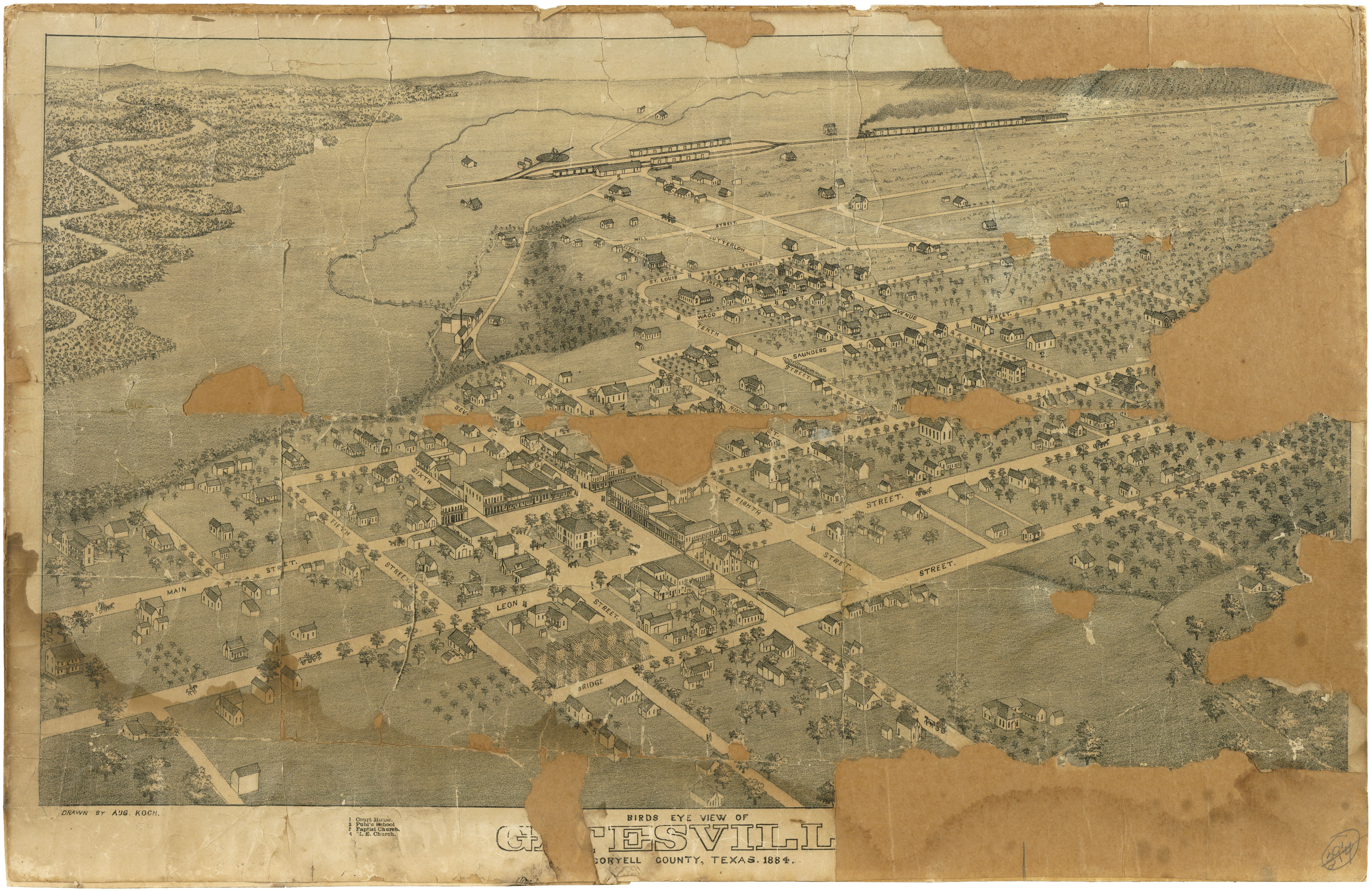
Гейтсвилл в 1884 году

Гейтсвилл был основан в 1854 году на земле, пожертвованной Ричардом Грантом вскоре после создания округа Корьелл. Город получил название в честь форта Форт-Гейтс, основанного в 1849 году в восьми километрах к западу от города.
В начале 1880-х жители Гейтсвилла заплатили 30 000 долларов железной дороге Texas and St. Louis Railway чтобы до города была проведена линия. Железная дорога до Уэйко открылась в 1882 году и сделала Гейтсвилл основным перевалочным пунктом товаров в округе. Важным фактором, повлиявшим на экономику города, стало строительство неподалёку Форта-Худ в начале 1940-х годов. В 1972 году участок железной дороги до Гейтсвилла перестал работать.
В 1887 году в городе появилось первое коррекционное заведение, Гейтсвиллская школа штата для мальчиков (англ. Gatesville State School for Boys), а в 1962 году появилась Школа для мальчиков Маунтин-Вью. Позже оба заведения были перепрофилированы в женские тюрьмы штата, появилось ещё три тюрьмы.

## География

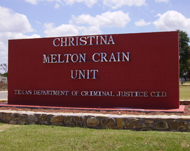
Женская тюрьма Кристины Крейн

Гейтсвилл находится в центре округа, его координаты: 31°26′19″ с. ш. 97°44′45″ з. д..
Согласно данным бюро переписи США, площадь города составляет около 23,1 квадратных километров, практически полностью занятых сушей.

### Климат
Согласно классификации климатов Кёппена, в Гейтсвилле преобладает влажный субтропический климат.
| Показатель                                   | Янв.  | Фев.  | Март  | Апр. | Май  | Июнь | Июль | Авг. | Сен. | Окт. | Нояб. | Дек. | Год   |
| -------------------------------------------- | ----- | ----- | ----- | ---- | ---- | ---- | ---- | ---- | ---- | ---- | ----- | ---- | ----- |
| Абсолютный максимум, °C                      | 35    | 37,8  | 36,7  | 38,9 | 38,9 | 42,2 | 43,9 | 44,4 | 44,4 | 40   | 33,9  | 32,2 | 44,4  |
| Средний суточный максимум, °C                | 16,2  | 18,9  | 23,2  | 26,7 | 29,8 | 33,2 | 35,8 | 35,8 | 32,5 | 27,7 | 21,4  | 17,1 | 26,5  |
| Средний суточный минимум, °C                 | 0,8   | 6,3   | 7,6   | 11,6 | 16,6 | 20   | 21,4 | 20,7 | 17,4 | 12   | 6,3   | 1,8  | 11,6  |
| Абсолютный минимум, °C                       | −21,1 | −17,8 | −10,6 | −2,8 | 0,6  | 8,9  | 13,3 | 11,7 | 2,2  | −6,1 | −10,6 | −20  | −21,1 |
| Норма осадков, мм                            | 42    | 60    | 65    | 74   | 111  | 93   | 60   | 64   | 73   | 84   | 64    | 60   | 850   |
| Источник: intellicast.com, usclimatedata.com |       |       |       |      |      |      |      |      |      |      |       |      |       |

## Население

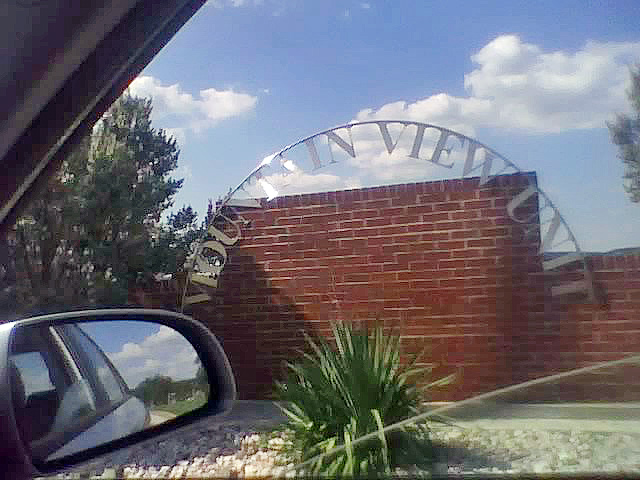
Тюрьма Mountain View Unit, в которой содержатся приговорённые к смертной казни женщины

Согласно переписи населения 2010 года в городе проживал 15 751 человек, было 2955 домохозяйств и 1908 семей. Расовый состав города: 70,8 % — белые, 20 % — афроамериканцы, 0,5 % — коренные жители США, 0,5 % — азиаты, 0,0 % (4 человека) — жители Гавайев или Океании, 6,5 % — другие расы, 1,6 % — две и более расы. Число испаноязычных жителей любых рас составило 17,1 %.
Из 1854 домохозяйств, в 36,2 % входят дети младше 18 лет. 44,6 % домохозяйств представляли собой совместно проживающие супружеские пары (19,7 % с детьми младше 18 лет), в 15,1 % домохозяйств женщины проживали без мужей, в 4,9 % домохозяйств мужчины проживали без жён, 35,4 % домохозяйств не являлись семьями. В 30 % домохозяйств проживал только один человек, 13,9 % составляли одинокие пожилые люди (старше 65 лет). Средний размер домохозяйства составлял 2,51 человека. Средний размер семьи — 3,14 человека.
Население города по возрастному диапазону распределилось следующим образом: 14,8 % — жители младше 20 лет, 40,5 % находятся в возрасте от 20 до 39, 37,1 % — от 40 до 64, 7,6 % — 65 лет и старше. Средний возраст составляет 37,6 года.
Согласно данным опросов пяти лет с 2011 по 2015 годы, средний доход домохозяйства в Гейтсвилле составляет 40 093 доллара США в год, средний доход семьи — 47 308 долларов. Доход на душу населения в городе составляет 10 622 доллара. Около 18,6 % семей и 22,8 % населения находятся за чертой бедности. В том числе 30,1 % в возрасте до 18 лет и 20,8 % в возрасте 65 и старше.

## Местное управление
Управление городом осуществляется избираемыми мэром и городским советом, состоящим из 6 человек. Городской совет выбирает заместителя мэра из состава членов совета.

## Инфраструктура и транспорт
Через город проходит автомагистраль США US 84, а также автомагистраль 36 штата Техас.
В городе находится муниципальный аэропорт Гейтсвилла. Аэропорт располагает одной взлётно-посадочной полосой длиной 1036 метров. Ближайшим аэропортом, выполняющим коммерческие пассажирские рейсы, является региональный аэропорт Киллин—Форт-Худ, расположенный примерно в 60 километрах к югу от Гейтсвилла.

## Образование
Город обслуживается независимым школьным округом Гейтсвилл.

## Экономика
Согласно годовому финансовому отчёту города за 2015 год, доходы города за бюджетный год составили 38,6 млн. долларов, а расходы — 23,4 млн..

## Отдых и развлечения
C 2000 года в городе проводится ежегодный конкурс барбекю Prison Boss Cookoff, доходы от которого поступают в фонд офицеров коррекционных заведений.
В городе располагается музей округ Корьелл. В 1991 году музею была пожертвована коллекция Лойда и Мэдж Митчелл, в которой было примерно 10 000 шпор. Коллекция считается одной из самых больших в мире. В 2001 году легислатура Техаса присвоила городу звание «Столица шпор Техаса».
По состоянию на 2014 год, кинотеатр под открытым небом Last Drive-In Picture Show оставался одним из 17 функционирующих автокинотеатров в Техасе. Открытый Джином Палмером в 1955 году, он также является одним из старейших беспрерывно функционирующих автокинотеатров